# Iulian Șerban
Iulian Șerban (25 de febrero de 1985 - 6 de enero de 2021) fue un paracanoista rumano que compitió desde finales de la década de 2000 en adelante. Ganó una medalla de oro en el evento K-1 200 m LTA en el Campeonato Mundial ICF Canoe Sprint 2010 en Poznan.
Șerban nació en Olănești, condado de Vâlcea, y murió en Bucarest a la edad de 35 años el 6 de enero de 2021.